# Braulio Nóbrega
Braulio Nóbrega Rodríguez (* 18. September 1985 in Puerto del Rosario), genannt Braulio, ist ein spanischer Fußballspieler.

## Spielerkarriere

### Atlético
Braulio stammt aus der Jugend des spanischen Erstligisten Atlético Madrid. Nachdem er zunächst für die Saison 2003/04 in das B-Team der Madrilenen berufen worden war, unterschrieb er im Sommer 2004 einen Profivertrag bei Atlético Madrid. Bei Atlético kam er nicht über die Rolle als Ergänzungsspieler hinaus durch namhafte Konkurrenz wie Fernando Torres unter anderem. Im Januar 2006 wechselte er somit auf Leihbasis zu Atléticos Liga-Rivalen RCD Mallorca, doch auch dort brachte er es nur auf zwei Einsätze in der gesamten Rückrunde.

### Leihe an Salamanca und Wechsel zu Getafe
Für die Folgesaison, 2006/07 entschloss sich Atlético dazu, Braulio an den Zweitligisten UD Salamanca auszuleihen, wo er den Durchbruch im Profifußball schaffte mit 14 Toren in 39 Einsätzen. Da Atlético mit Sergio Agüero, Diego Forlán und vielen anderen guten Offensivspielern bereits ein Überangebot an Stürmern hatte, entschloss man sich dazu, Braulio an den FC Getafe zu verkaufen, mit dem er in der Saison 2007/08 sogar im UEFA Cup spielte.

### Real Saragossa
Nach einer enttäuschenden Saison beim FC Getafe unterschrieb Braulio im Sommer 2008 einen Vertrag beim Erstliga-Absteiger Real Saragossa. Dort schaffte er den sofortigen Wiederaufstieg und konnte drei Tore dazu beisteuern. In der Hinrunde der Saison 2009/10 kam er jedoch kaum noch zum Einsatz und wurde in der Rückrunde an Recreativo Huelva in die Segunda División ausgeliehen. Im Sommer 2010 kehrte er nach Saragossa zurück und kam bis zum Oktober 2011 dort regelmäßig zum Einsatz. Im Oktober 2011 einigte er sich mit dem Real Saragossa darauf, seinen Vertrag auflösen, nachdem ihm sexueller Missbrauch vorgeworfen worden war.

### FC Cartagena
Im Januar 2012 wurde sein Wechsel zum FC Cartagena, einem Verein der spanischen zweiten Liga (Segunda División), offiziell verkündet. Dort erhielt er einen Vertrag bis zum Ende der Saison 2011/2012. Offiziell debütierte er in der Mannschaft am 5. Februar 2012.

### Hércules Alicante
Im Sommer 2012 wechselte er bis zum Ende der Saison 2012/13 zu Hércules Alicante.